# Empoasca usata
Empoasca usata är en insektsart som beskrevs av Irena Dworakowska 1977. Empoasca usata ingår i släktet Empoasca och familjen dvärgstritar.
Artens utbredningsområde är Sudan. Inga underarter finns listade i Catalogue of Life.